# 34180 Jessicayoung
34180 Jessicayoung è un asteroide della fascia principale. Scoperto nel 2000, presenta un'orbita caratterizzata da un semiasse maggiore pari a 2,7086416 au e da un'eccentricità di 0,0363378, inclinata di 1,21973° rispetto all'eclittica.